# Краснопілля (Миколаївський район)
Краснопі́лля (МФА: [krɐsn̪oˈpʲiʎːɐ] ( прослухати); в минулому — Блюменфельд, Blumenfeld) — село в Україні, у Березанській селищній громаді Миколаївського району Миколаївської області. Населення становить 1083 особи.

## Географія
У селі бере початок Балка Царегол.

## Історія
Блюменфельд/Blumenfeld (Цвіткове), до 1917 р. — католицьке село Анатоліївська/Нейзацька (Любінська) волость Одеського повіту Херсонської губернії, у радянський період — Миколаївська область, Тилігуло-Березанський (Анатоліївський) район. Засноване 1862 року. Засновники з лібентальських та кучурганських колоній (Францфельд, Ельзас, Кандель, Зельц, Страсбурґ). Католицькі приходи Ландау, Зульц, Блюменфельд (із 1890). Церква (1900). Землі 3731 десятин (1918). Виноградарство, млини. Кооперативна лавка, початкова школа, сільрада (1926), школа-семирічка (1930). Мешканці виселені у Вартеґау в березні 1944. Місце народження католицьких пасторів Йос. Нольда (1865—1935), Йог. Нольда (народ. 1898). Мешканці: 300 (1863), 404 (1870), 621 (1887), 710/667 німці (1897), 712 (1912), 680 (1916), 538 (1918), 983 (1926), 1730 (1943).
Станом на 1886 у німецькій колонії Блюменфельд , мешкало 143 особи, налічувалось 62 дворові господарства, існували римо-католицький молитовний будинок та крамничка.
7 (20) листопада 1917 року, відповідно до Третього Універсалу Української Центральної Ради, увійшло до складу Української Народної Республіки.  
23 квітня 1947 року було ліквідовано село Ново-Кір'яківка шляхом приєднання до села Краснопілля Краснопільської сільської Ради Тилігуло-Березанського району та включено до складу Краснопільської сільської Ради хутір Атаманка з виключенням його з Тащинської сільської Ради.

## Галерея

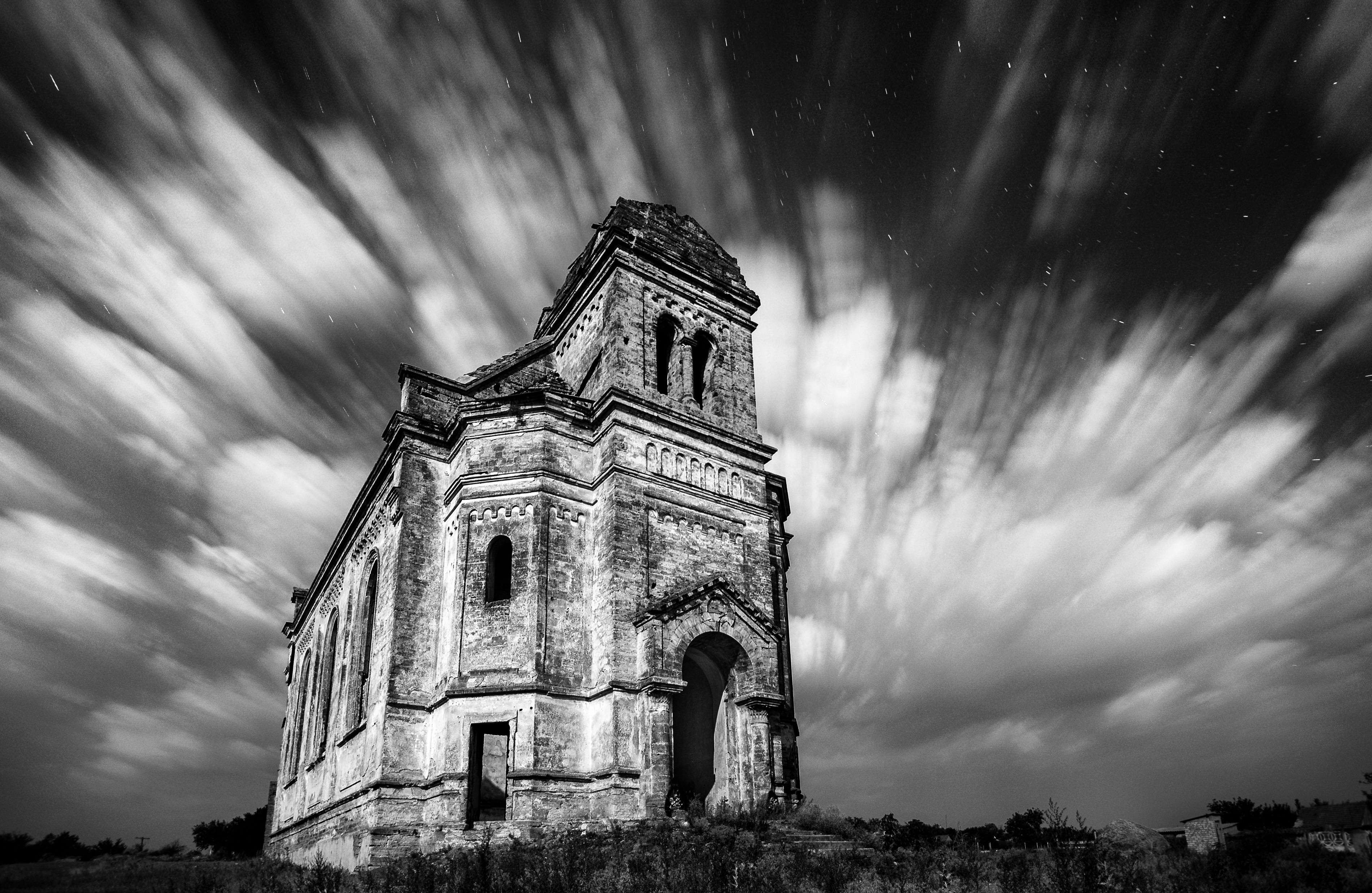
Костьол Святого Георгія